# Metachroma longulum
Metachroma longulum är en skalbaggsart som beskrevs av Horn 1892. Metachroma longulum ingår i släktet Metachroma och familjen bladbaggar. Inga underarter finns listade i Catalogue of Life.